# Cavernago

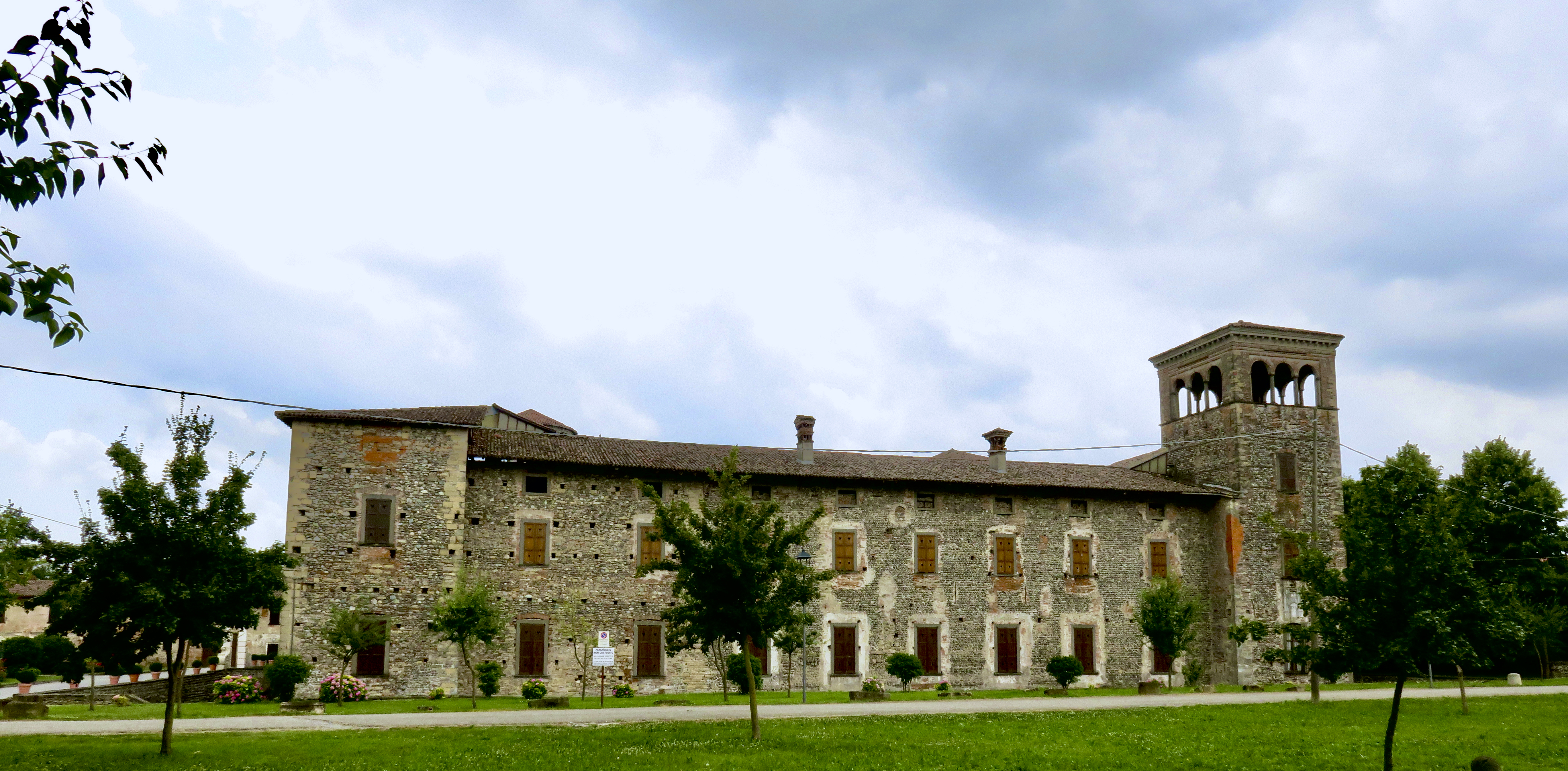
Castello Martinengo-Colleoni

Cavernago [kaveɾˈnaːɡo] (Caernàgh [kaɛɾˈnak] in dialetto bergamasco) è un comune italiano di 2 954 abitanti della provincia di Bergamo in Lombardia.
Situato nella pianura bergamasca, dista circa 12 chilometri a sud-est dal capoluogo orobico.

## Storia
Le origini del paese risalgono all'epoca romana, come si evince da testimonianze inerenti alcuni insediamenti umani stabili risalenti a quel periodo storico. Pare infatti che il territorio fosse interessato dalla presenza delle truppe imperiali che, come accadde anche in numerosi altri centri della zona, posero le basi per lo sviluppo di un piccolo borgo.
Al termine della dominazione romana il territorio risentì delle invasioni barbariche, vivendo una fase di parziale spopolamento. La situazione migliorò con la stabilizzazione politica dei secoli successivi e l'avvento dei Longobardi prima e dei franchi poi, i quali, istituendo il Sacro Romano Impero, diedero il via allo sviluppo del feudalesimo.
Su questo territorio gli scontri tra le fazioni dei guelfi e dei ghibellini raggiunsero aspri livelli, volti soprattutto al predominio di una zona considerata strategica, essendo posta ai limiti della pianura, ma allo stesso tempo nelle immediate vicinanze della città di Bergamo. Inizialmente il possesso di questi territori fu affidato alla diocesi di Bergamo e le entrate gestite dai canonici della cattedrale orobica, ai quali subentrò poi la signoria della famiglia dei Colleoni, grazie all'acquisto dei terreni da parte di Bartolomeo, valente condottiero capostipite della dinastia.
Le numerose fortificazioni e manieri che sorsero nei paraggi caratterizzarono notevolmente la vita del piccolo borgo: in particolar modo i castelli di Cavernago e di Malpaga, che tutt'oggi fanno bella mostra di sé ergendosi maestosi nella pianura. Entrambi furono proprietà della famiglia Colleoni, anche se con funzioni differenti: il primo venne utilizzato come residenza signorile dalla discendenza del condottiero passando al ramo Martinengo-Colleoni, mentre il secondo fu una sorta di piccola reggia in cui Bartolomeo decise di ritirarsi dopo una vita di battaglie. La fortificazione, dotata di un doppio fossato, era luogo di ritrovo per feste, banchetti e tornei a cui intervennero numerosi personaggi importanti di quel tempo, sia a livello politico che a livello artistico, dando lustro e splendore all'edificio in cui vivevano circa seicento tra cavalieri e servitù. 
Vennero inoltre costruiti numerosi canali irrigui per facilitare le attività agricole: su tutte spicca la roggia Borgogna, creata dal Colleoni stesso, che a sua volta genera le rogge Martinenga, Borgogna di Cavernago ed una fitta serie di canali minori.
Questa situazione, inserita nel contesto politico in cui il potere era detenuto dalla Repubblica di Venezia (alleata con la famiglia Colleoni), il paese visse una situazione di tranquillità, anche se nell'anno 1630 la popolazione fu più che dimezzata a causa dell'ondata di peste che colpì l'intera Europa.
Dopo l'avvento della Repubblica Cisalpina, a cui passò nel 1797, Cavernago cominciò ad assumere le caratteristiche di borgo agricolo: le coltivazioni predominanti erano quelle di frumento e granoturco. Restano, ai margini del centro abitato, numerosi esempi di cascinali, alcuni utilizzati, altri caduti in disuso.
Di epoca recente, precisamente della seconda metà del XX secolo, sono invece gli insediamenti industriali che hanno contribuito ad un notevole accrescimento economico del paese.

### Simboli
Lo stemma e il gonfalone vennero approvati con delibera di consiglio comunale del 31 luglio 1949, assumendo quello della famiglia Martinengo Colleoni, con qualche variante, e concessi con decreto del presidente della Repubblica dell'11 marzo 1953.
Stemma
(D.P.R. 11/03/1953)
I Martinengo Colleoni avevano inquartato l'aquila di rosso dei Martinengo, stabilitisi nel castello intorno all'anno Mille, con i simboli dell'avo Bartolomeo Colleoni che aveva aggiunto gli otto fiordalisi d'oro concessigli da Renato d’Angiò nel 1467.
Gonfalone

## Monumenti e luoghi d'interesse
- Castello di Cavernago
- Castello di Malpaga, tuttora frazione di Cavernago
- Chiesa parrocchiale di San Marco, edificata nel corso del XVI secolo, era inizialmente una chiesa privata della famiglia Martinengo-Colleoni[11]
- Chiesa di San Giovanni Battista, recentemente ristrutturata, risale al XV secolo e possiede al proprio interno opere di buon pregio[12]
- Oratorio dei Morti, che ospita la prima opera in ordine cronologico del pittore Vincenzo Angelo Orelli, la Trinità, la Vergine e anime purganti, dipinta nel 1772

## Società

### Evoluzione demografica
Abitanti censiti

## Infrastrutture e trasporti
Fra il 1884 e il 1931 la località era servita da una fermata posta lungo la tranvia Bergamo-Soncino.

## Amministrazione
| Periodo        | Periodo        | Primo cittadino    | Partito                              | Carica  | Note |
| -------------- | -------------- | ------------------ | ------------------------------------ | ------- | ---- |
| 26 maggio 2014 | in carica      | Giuseppe Togni     | Lista civica "Progetto Cavernago"    | Sindaco |      |
| 14 giugno 2004 | 26 maggio 2014 | Giuliano Verdi     | Lista civica "Cavernago Democratica" | Sindaco |      |
| 1990           | 2004           | Vittorio Feliciani | Lista civica -                       | Sindaco |      |

## Sport
Nel paese di Cavernago è presente la Polisportiva Cavernago nata nel 1981, che propone diverse attività: pallavolo, judo, karate, tennis tavolo, zumba, dedicate soprattutto allo sport giovanile.
A Malpaga è presente l'ASCT, dedita al gioco del Tamburello.

### Calcio
La principale squadra di calcio della città è l'A.S.D. Cavernago 2005, che milita nel girone C bergamasco di 3ª Categoria. È nata nel 2005.